# Pholidoherpia cataphracta
Pholidoherpia cataphracta is een Solenogastressoort, de plaats in een familie is nog onzeker. De wetenschappelijke naam van de soort is voor het eerst geldig gepubliceerd in 1913 door Thiele.